# چبیلینو
چبیلینو (به لاتین: Trzebielino) یک سکونتگاه مسکونی در لهستان است که در Gmina Trzebielino واقع شده‌است.

## خصوصیات
چبیلینو ۷۴۴ نفر جمعیت دارد.